# 小渕志ち
小渕 志ち（おぶち しち、1847年（弘化4年）10月2日 - 1929年（昭和4年）3月16日）は、上野国勢多郡石井村（現・群馬県前橋市）出身の女性実業家（製糸家）。愛知県東三河地方の玉糸製糸業の先覚者とされ、特に豊橋市では「玉糸製糸の祖」として顕彰されている。
座操器による玉糸の操糸法を確立させ、玉繭という屑繭から高品質の生糸を繰ることに成功した。1885年（明治18年）に渥美郡二川町に製糸工場（後の糸徳製糸）を建設した。糸徳製糸の経営の傍ら、東三河地方で同業組合の結成を促進するなど、製糸業の発展に大きな功績をあげた。

## 経歴

### 上野国時代
弘化4年（1847年）10月2日、上野国勢多郡石井村（現・群馬県前橋市富士見町石井芝110番地）に生まれた。父親は百姓の小渕徳右衛門。父親、母親、妹との4人暮らしであり、生活は困窮していた。7歳の時には地元の寺子屋に入れられたが、わずか一日で逃げ帰ったとされる。以後も読み書きなどの教育を受けておらず、自分の名前も書けなかった（文盲）。9歳の時には母親の教えで操糸を習得した。
文久2年（1862年）には前橋の佃ヶ澤製糸蔦屋で働きだしたが、16歳にしてすでに独立する意思を有していたことから、翌年には工場主に技術を惜しまれつつ退いた。17歳だった文久4年（1864年）には、斎藤米吉を小渕家の婿養子として結婚した。3年間で4度も流産したが、慶応3年（1767年）には5度目の妊娠で盲目の長女よねを出産した。

### 二川への来訪
32歳だった1879年（明治12年）3月、繭糸の取引で知り合った中島伊勢松（後の徳次郎）と、お伊勢参りを名目に駆け落ちした。後に志ちは駆け落ちの過ちを認めており、盲目のよねを引き取って面倒を見ている。同年5月には静岡県西部（遠州地方）に入り、木下源平のもとに滞在して養蚕事情を勉強した。木下源平から愛知県東三河地方の渥美郡田原町が良質な繭の産地であることを聞き、田原町に向かう際に渥美郡二川町（かつての東海道二川宿）に泊まった。
当時の二川町では養蚕が行われていたが、製糸家がいないことから安価で繭を売ることを余儀なくされていた。志ちらは二川町有志の世話によって二川町に定住し、小規模な製糸場を開設した。当初の女工は10人だったが、同年11月には機械を増やして26人とし、1881年（明治14年）には35人とした。1885年（明治18年）には二川町大岩に300坪の土地を購入し、釜数40台、女工50人の製糸工場を建設した。
なお、1884年（明治17年）に当局が戸籍の取り締まりを強めた際、志ち夫妻は大岩寺の二村洞恩住職と共謀して偽りの戸籍を提出した。やがて戸籍の偽造が露見したが、徳次郎は志ちを庇って自身のみが戸籍法違反で投獄され、1886年（明治19年）2月17日に岡崎分監で獄死した。以後、志ちが経営していた工場は夫の名前から一文字を取って糸徳工場（糸徳製糸）と呼ばれている。

### 糸徳製糸の発展

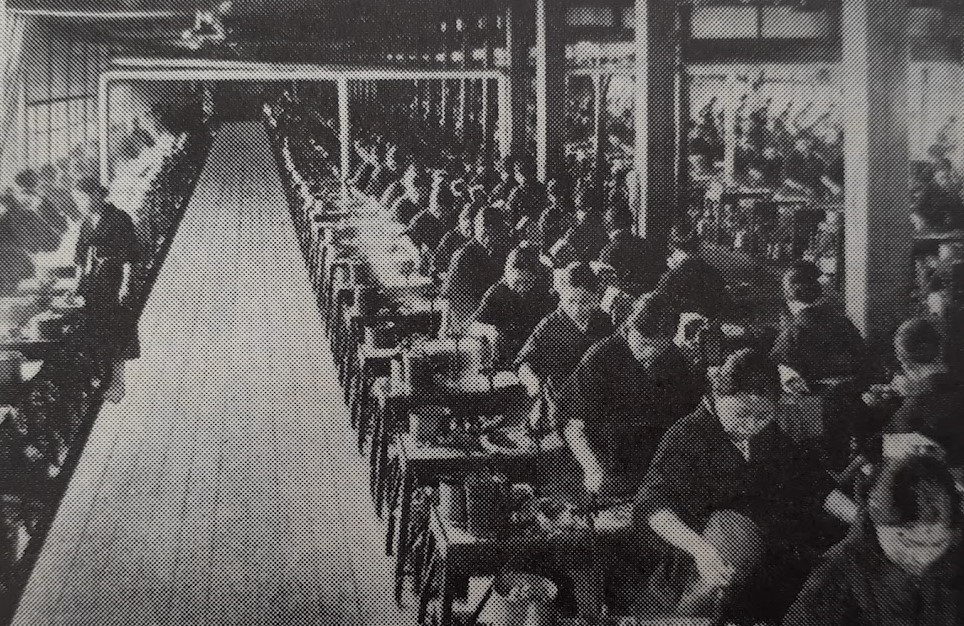
糸徳製糸の操糸場内部

明治後期には東三河地方の養蚕業が成熟し、安定して玉繭が供給されるようになったことから、1892年（明治25年）には生糸から玉糸製糸に特化するようになった。1893年（明治26年）時点で糸徳製糸の製品は八王子、京都、福井などでも取引されていた。1897年（明治30年）には二川本町に敷地200坪の工場を建設して移転した。
この頃には愛知県東三河地方や静岡県西部一帯が玉糸の工業地帯に発展していた。1899年（明治32年）には菊水社という小規模な同業組合を設立し、原料や燃料の共同購入、製品の共同出荷などを行う経営の合理化を図った。1901年（明治34年）10月には三遠地方の製糸業者を取りまとめ、同業組合を組織して主務大臣による認可を得た。
1902年（明治35年）には玉糸の国外輸出を開始し、ロシア帝国に輸出されている。1903年（明治36年）には第5回内国勧業博覧会に出品して褒状と同牌を受けた。1904年（明治37年）には釜数が100釜となり、1907年（明治40年）には釜数が150釜、生産高が300梱にまで増えた。

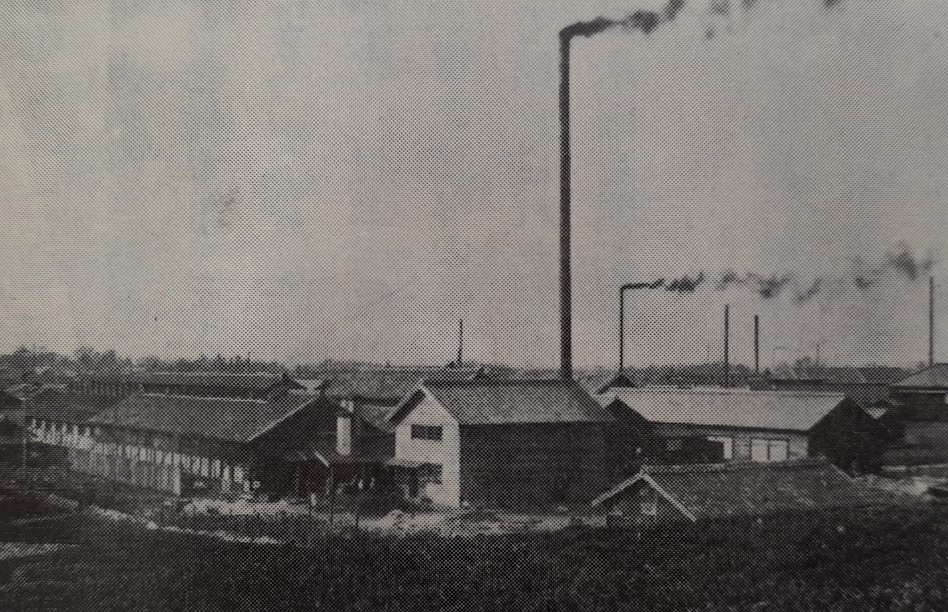
糸徳製糸第3工場

1911年（明治44年）10月に明治天皇が名古屋市に行幸した際、糸徳製糸の輸出玉糸を奉献した。1913年（大正2年）3月22日、大日本蚕糸会愛知支会から功労表彰を受けた。同年秋には愛知県で陸軍名古屋特別大演習が行われたが、11月15日には名古屋離宮で大正天皇に拝謁し、優諚と御菓子を賜った。志ちは大正天皇に個人拝謁を賜った全国初の女性である。
1914年（大正3年）6月13日には名古屋離宮で大正天皇が糸徳製糸の玉糸を上覧し、御買上の栄誉を賜った。同年に開催された東京大正博覧会では糸徳製糸の製品が銅牌を受賞している。1916年（大正5年）時点で、愛知県の生糸生産量は長野県に次いで全国第2位であり、特に玉糸生産量が多いという特徴があった。
1918年（大正7年）3月1日には二川駅前で第2工場の操業を開始し、同時に組織を合名会社に変更している。出資額は後藤嘉吉が50%、志ちが30%、柴田善太郎が20%であり、志ちが工場主となった。1920年（大正9年）3月には第2工場内に収容人員1200人の大講堂を建設している。1925年（大正14年）9月1日には豊橋市東田町で第三工場の操業を開始した。これらの経営拡張の結果、1926年（大正15年）時点で3工場の釜数は878、男工は100人、女工は1000人を数えた。
第3工場を建設するまでは毎日工場を見回る日々を続けていたが、以後は糸徳製糸の経営を養嗣子の小渕義一や後藤嘉吉に任せた。愛知県は「玉糸王国」、豊橋市は「蚕都」と言われるほど製糸業が成長し、1928年（昭和3年）には豊橋市に愛知県立玉糸試験場（蚕業試験場豊橋支場）が設置された。小渕義一は三遠玉糸製造同業組合理事長や組合長、全国玉糸組合の組合長などを歴任している。

### 死去
1929年（昭和4年）3月16日、82歳で死去した。墓所は二川町の大岩寺であり、戒名は繁公妙栄大姉。同年5月3日には大岩寺の鈴木関道住職によって、志ちの評伝『亡き祖母のかたみ』が発行された。1930年（昭和5年）3月15日には三遠玉糸製造同業組合によって岩屋山麓（後の岩屋緑地）に志ちの銅像が建立された。岡正雄愛知県知事が碑文を記している。
太平洋戦争中の1942年（昭和17年）頃には金属供出によって銅像が撤去され、その後42年間は台座のみが残っていた。1986年（昭和61年）11月16日、糸徳製糸の旧従業員らによって銅像が再建されている。

### 糸徳製糸のその後

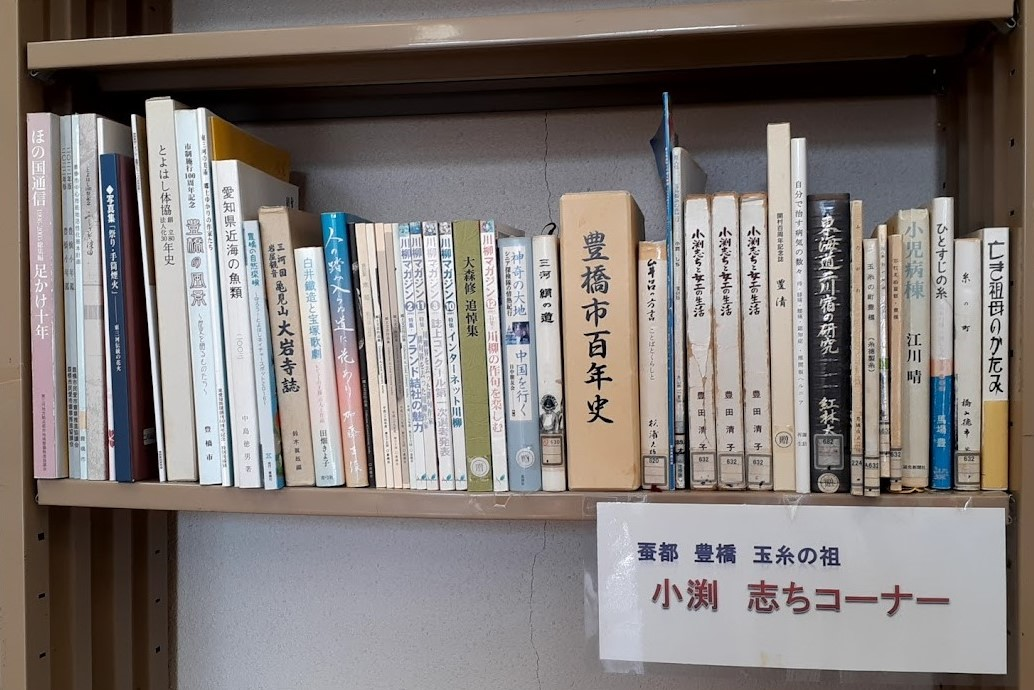
二川地区市民館図書室の小渕志ちコーナー

糸徳製糸は1945年（昭和20年）6月の豊橋空襲を免れたが、1948年（昭和23年）2月の火災で工場の大部分が焼失したことで復興が遅れた。その後は約30人で操業を続けていたが、1957年（昭和32年）11月14日に工場主の小渕義一が死去したことにより、同年12月に廃業した。糸徳製糸の衰退には合成繊維のナイロンが普及したことも大きかった。
工場跡のひとつには豊橋市二川地区市民館が建ち、敷地内には豊橋市教育委員会によって「糸徳製糸場跡」碑が建立された。二川地区市民館図書室には小渕志ちコーナーが設置されている。

## 関連施設

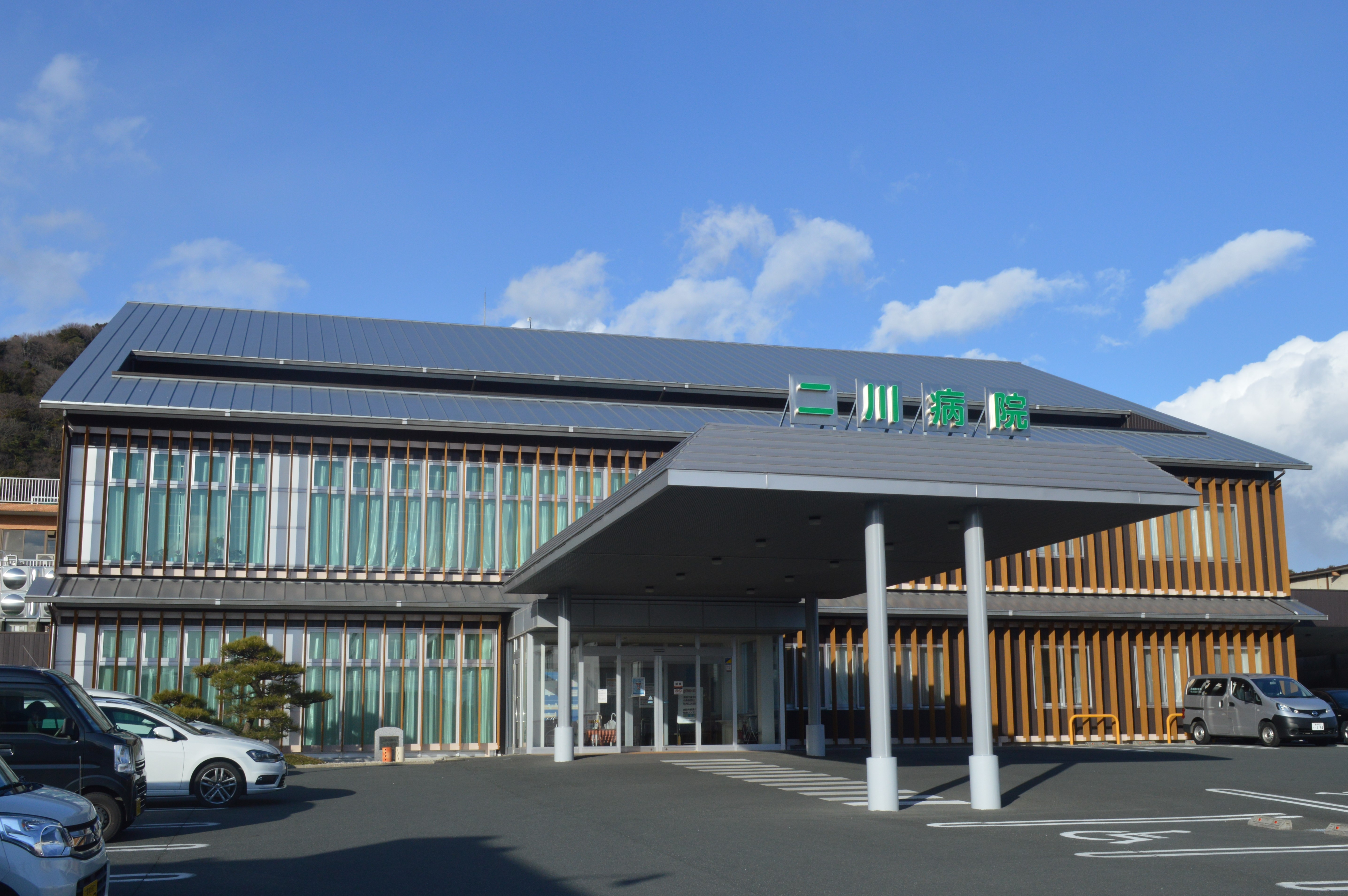
二川病院

### 二川幼稚園
1940年（昭和15年）、糸徳製糸の寄宿舎の一部を利用して糸徳幼稚園が開園した。1972年（昭和47年）12月には糸徳幼稚園が二川幼稚園に改称し、糸徳製糸跡地の広大な敷地に鉄筋造2階建ての立派な園舎が建設された。ピーク時には670人の園児がおり、愛知県で最も園児数が多かった時期もある。2017年（平成29年）には二川幼稚園は幼保連携型認定こども園となった。

### 二川病院
1945年（昭和20年）12月には渥美郡二川町国民健康保険組合の直営病院が開院したが、1948年（昭和23年）には破産した。この際には志ちの養嗣子である小渕義一が再建に尽力し、1948年（昭和23年）6月に二川町直営二川病院に改称した。1953年（昭和28年）1月に医療法人医正会が設立され、財団二川病院に改称した。1963年（昭和38年）6月には二川駅に近い現在地に移転し、法人名を医療法人財団医正会、病院名を二川病院に改称した。